# Citipes
Citipes („rychlá/svižná noha“) byl rod malého teropodního oviraptorosaurního dinosaura, žijícího na území Severní Ameriky (provincie Alberta) v období svrchní křídy (asi před 76 miliony let).

## Popis
Základní anatomickou charakteristikou tohoto rodu byla bezzubá lebka, mohutné drápy a dlouhé končetiny. Citipes byl zřejmě všežravec nebo méně pravděpodobně býložravec, živící se rozmanitou živočišnou a rostlinnou potravou nebo vejci. Tento teropod byl pravděpodobně opeřený a teplokrevný, podobně jako jeho nejbližší příbuzní. Na hlavě mohl mít výrazný kostěný hřebínek.

## Klasifikace
Taxonomická historie tohoto rodu je poměrně složitá. Typovým druhem byl původně Chirostenotes pergracilis, popsaný v roce 1924 paleontologem Charlesem W. Gilmorem. V roce 1933 byl popsan další druh C. elegans, který je dnes obvykle řazen do samostatného rodu Elmisaurus (E. elegans). Taxonomická historie chirostenota je značně zmatečná, neboť v průběhu minulého století k němu bylo přiřazeno značné množství fosílií jiných druhů. Jen dodnes tak bylo vytvořeno asi 6 neplatných synonym. Situace s cénagnatidy ze souvrství Dinosaur Park tak byla donedávna poněkud chaotická a nejasná. Mezi nejbližší vývojové příbuzné tohoto rodu patří rody Eoneophron a Elmisaurus.
V únoru roku 2020 byla publikována vědecká studie o novém fosilním materiálu druhu C. pergracilis, objeveném v sedimentech geologického souvrství Dinosaur park na území kanadské provincie Alberty. Tvar dochovaných čelistích kostí dokládá, že tento druh byl pravděpodobně odlišný od druhu Caenagnathus collinsi.
Ve stejném roce potom Funston popsal nový rod Citipes, který je v pořadí třetím známým (a nejmenším) zástupcem čeledi v rámci souvrství Dinosaur Park.

## Paleoekologie
Koncem roku 2023 byla publikována odborná práce o nálezu mláděte dravého gorgosaura (s odhadovaným věkem v době úmrtí činícím 5 až 7 let) se zbytky kořisti v prostoru břišní dutiny - jednalo se o zadní končetiny právě patřící dvojici juvenilních jedinců cénagnatidního oviraptorosaura druhu Citipes elegans. Tento objev nasvědčuje možnosti, že tyranosauridi se živili rozdílnou potravou jako mláďata, subadultní jedinci a dospělci. Mladí gorgosauři lovili malou a snadno udolatelnou (i když hbitější) kořist, zatímco mnohem mohutnější dospělci útočili na pomalejší a větší dinosaury. Fosilie přibližně 335 kg vážícího mláděte druhu Gorgosaurus libratus byla objevena v roce 2009 na území parku Dinosaur Provincial Park v kanadské Albertě. Nález tedy pochází ze sedimentů geologického souvrství Dinosaur Park a má stáří přibližně 75,3 milionu let.